# Jewell, Kansas
Jewell là một thành phố thuộc quận Jewell, tiểu bang Kansas, Hoa Kỳ. Năm 2010, dân số của xã này là 432 người.